# Rezek Román Sándor
Rezek Román Sándor (Gödöllő, 1916. augusztus 3. – São Paulo, 1986. május 8.) bencés szerzetes, tanár, költő, műfordító.

## Életútja
A második világháború után Franciaországban, 1965-től Brazíliában élt. Teilhard de Chardin természettudós, teológus életművének teljes magyar fordítását elkészítette (28 kötetben; a magyar és francia kommentárok 40 kötetet tesznek ki).

## Főbb művei
- Mélyen szállunk. Rezek Sándor versei; Impr. Doris, Párizs, 1952
- Elmélkedések a szépségről. Fejezetek egy művészetbölcseletből; Amerikai Magyar Kiadó, München, 1954 (Magyar szakemberek írásai)
- Sodródó világ. Teilhard de Chardin világképének témakörei; Ahogy Lehet, Sao Paulo, 1967-
- Teilhard de Chardin ismeretelmélete (São Paulo, 1975)

## Szakirodalom
Tűz Tamás: A teilhardi látomás apostola. Irodalmi Újság 1970/4.

## Külső hivatkozások
- Magyar katolikus lexikon
- Új Ember